# Penaeus semisulcatus
Penaeus semisulcatus ist eine Geißelgarnelenart der Gattung Penaeus aus der Unterordnung Dendrobranchiata. Im englischen Sprachraum wird die Art als Green tiger prawn oder Grooved tiger prawn bezeichnet.

## Merkmale
Penaeus semisulcatus kann ein Gewicht von bis zu 130 Gramm erreichen und eine maximale Körperlänge von 18 cm bei Männchen bzw. 22,8 cm bei Weibchen. Carapax und Abdomen (Bauch) sind glatt. Das Rostrum über den Augen ist relativ gerade und mit 5 bis 8 dorsalen sowie 2 bis 4 nach unten zeigenden ventralen Zacken bewehrt. Der Körper hat eine hellbraune oder manchmal grünliche Farbe. Der Carapax weist oft zwei gelbe bis cremefarbene Querbänder auf und auf dem Abdomen befinden sich braun-graue und hellgelbe Querbänder. Die Antennen sind abwechselnd weiß und rotbraun gestreift. Als Art  aus der Unterordnung Dendrobranchiata hat Penaeus semisulcatus je fünf Schreitbeine und fünf zweigliedrige Pleopoden (Schwimmbeine). Die Uropoden (hinterstes Schwimmbeinpaar) besitzen keine Diaresis (quer verlaufende Furche).

## Vorkommen und Lebensraum
Das natürliche Verbreitungsgebiet von Penaeus semisulcatus liegt im Indopazifik. Im Westpazifik findet sich die Art vor Japan und Korea über den malaiischen Archipel bis nach Australien. Im Indischen Ozean ist sie von Indien über Ostafrika bis nach Madagaskar verbreitet. Über das Rote Meer und den Suezkanal hat die Art auch das östliche Mittelmeer erreicht und die Küsten Ägyptens, Israels, des Libanons, Syriens und der Süd-Türkei.
Die Art bevorzugt Brackwasser und benthische Meereszonen an Flussmündungen und Küsten in den Tropen bis Subtropen mit Temperaturen um die 27 °C und Tiefen von 2 bis 60 und maximal 130 Metern. Die Garnelen treten über schlammigem oder sandigem Meeresgrund auf, in Seegraswiesen sowie zwischen Mangroven und Muscheln.

## Lebensweise

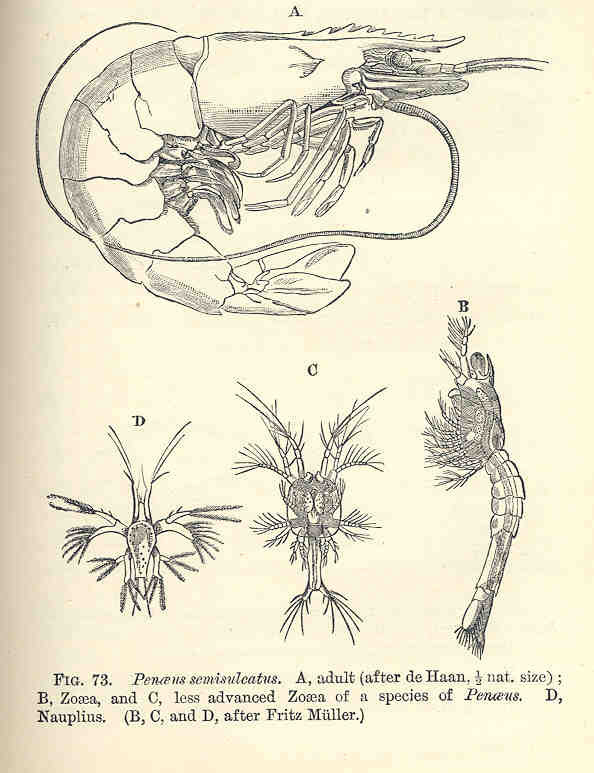
Zeichnung aus dem Jahr 1896 mit verschiedenen Entwicklungsstadien der Garnelenart:
A) Adulte Garnele
B) Zoea
C) kaum entwickelte Zoea
D) Nauplius

Penaeus semisulcatus ist vorwiegend nachtaktiv und vergräbt sich tagsüber im Meeresgrund. Zur Nahrung der Zenhnfußkrebsart zählen Seegrasgewächse, Kieselalgen, Algen, Muscheln, Schnecken, Schlangensterne, Krebstiere und Vielborster.
Das Laichen erfolgt das ganze Jahr über mit einem Maximum von Juli bis September. Nach dem Schlüpfen durchlaufen die Larven mehrere Entwicklungsstadien und Häutungen von einer Naupliuslarve mit drei Beinpaaren über eine Zoealarve zur Post-Larve, die sich über Schwimmbeine fortbewegt. Als diese leben die Tiere zunächst in Seegraswiesen, wohingegen adulte Tiere eher über schlammigen und sandigen Meeresböden leben.

## Nutzung
Die Geißelgarnelen werden als Meeresfrucht wild gefangen, jedoch gibt es unter anderem in Taiwan und Thailand auch Garnelenzuchten. Im östlichen Mittelmeer wird Penaeus semisulcatus von türkischen, israelischen und ägyptischen Trawlern gefangen. In Ostafrika, Madagaskar und dem Roten Meer hat die Art eher geringe kommerzielle Bedeutung, wohingegen sie im Golf von Aden, im Persischen Golf und in Pakistan von größerer Bedeutung in der Meeresfischerei ist. Aus Pakistan werden die Garnelen eingefroren bzw. in Dosen exportiert oder zu Mehl weiterverarbeitet. In Indien ist Penaeus semisulcatus häufiger an der Ost- als Westküste anzutreffen, wird jedoch insgesamt kommerziell deutlich weniger als Penaeus monodon gefischt. In Japan wird die Art vor allem in der Seto-Inlandsee kommerziell gefangen. Im australischen Queensland werden zum Fang der adulten Tiere üblicherweise Schleppnetze über schlammigem Grund in Tiefen von 10 bis 50 Metern verwendet. 2017 wurde in Australien der Import der Art nach einem Ausbruch der Weißpünktchenkrankheit verboten.

## Taxonomie
Die Art wurde 1844 von dem niederländischen Zoologen Wilhem de Haan erstbeschrieben. Sie wird der Gattung Penaeus innerhalb der Familie der Geißelgarnelen (Penaeidae) zugeordnet.
Synonyme:
- Penaeus ashiaka Kishinouye, 1900
- Penaeus semisulcatus paucidentatus Parisi, 1919
- Penaeus monodon manillensis Villaluz & Arriola, 1938

Der Artname semisulcatus wurde in der Vergangenheit zum Teil auch fälschlicherweise für die Art Penaeus monodon verwendet.